# Sindrome di Alport
La sindrome di Alport è una condizione genetica caratterizzata dalla progressiva perdita della funzionalità renale e uditiva. La sindrome di Alport può inoltre interessare gli occhi. La presenza di sangue nelle urine (ematuria) è quasi sempre riscontrabile nella patologia.
La sindrome di Alport può anche colpire gli occhi, anche se i cambiamenti di solito non influenzano la vista, tranne quando le modifiche alla lente avvengono in età avanzata. La proteinuria è una caratteristica del progredire della malattia renale. La sindrome di Alport veniva anche detta la nefrite ereditaria, ma questo nome è fuorviante in quanto vi sono molte altre cause di malattia renale ereditaria.
Fu identificata per la prima volta in una famiglia inglese dal dottor Arthur Cecil Alport nel 1927.
La sindrome di Alport è causata da un difetto ereditario del collagene di tipo IV, un materiale strutturale necessario per la normale funzione di diverse parti del corpo. Poiché il collagene di tipo IV si trova nelle orecchie, negli occhi e nei reni, questo spiega perché la sindrome di Alport colpisce diverse parti del corpo apparentemente non correlate.

## Eziologia
La sindrome di Alport è causata da mutazioni dei geni COL4A3, COL4A4, COL4A5 e COL4A6 codificanti per le catene di collagene. Mutazioni in tali geni impediscono il corretto assemblaggio degli eterotrimeri della rete ("network") di collagene di tipo IV, che costituisce un importante componente strutturale delle membrane basali di rene, orecchio interno e occhio. Le membrane basali appaiono assottigliate, a morfologia di foglietto che separa e sostiene le cellule di molti tessuti.
La presenza di catene di collagene anomale, determina una alterazione della membrana basale glomerulare con conseguente passaggio di sangue (ematuria) e proteine (proteinuria) nelle urine. Conseguenza finale dell'alterata membrana basale glomerulare (del rene) è una graduale sclerosi con progressione verso l'insufficienza renale cronica nella maggior parte dei casi.

## Ereditarietà
La Sindrome di Alport può avere diversi percorsi genetici di trasmissione, che dipendono dalla mutazione che provoca la malattia.
- Nella maggior parte (80-85%) dei pazienti affetti da Sindrome di Alport, la patologia è trasmessa con un'ereditabilità legata all'X, dovuta a mutazioni nel gene COL4A5. Una condizione si considera legata all'X se il gene coinvolto nella malattia è localizzato sul cromosoma X. Nei soggetti di sesso maschile, che possiedono un solo cromosoma X, una copia alterata del gene COL4A5 è sufficiente per causare la Sindrome di Alport in forma severa, fino ad arrivare all'insufficienza renale. Nelle femmine, che possiedono due cromosomi X, la mutazione di una copia di COL4A5 solitamente provoca ematuria, ma nella maggior parte dei casi non arrivano mai all'insufficienza renale. Una interessante caratteristica delle malattie a trasmissione legata all'X è che il padre non le trasmette mai ai figli maschi. L'eventuale interessamento del gene COL4A6 in associazione alla mutazione di COL4A5 determina una sindrome associata a leiomiomatosi esofagea.
- La Sindrome di Alport può essere ereditata con configurazione autosomica recessiva se entrambe le copie dei geni COL4A3 o COL4A4, collocati sul cromosoma 2 sono mutate. Nella maggior parte dei casi, i genitori di un figlio con una malattia autosomica recessiva non sono malati ma sono portatori di una copia del gene alterato.

## Diagnosi clinica
Gregory et al., 1996, ha fornito i seguenti 10 criteri per la diagnosi della Sindrome di Alport, almeno quattro dei quali devono essere riscontrati:
- Storia familiare di nefrite con inspiegata ematuria in parenti di primo grado del caso indice, oppure in un parente maschio legato al paziente attraverso qualunque numero di femmine.
- Ematuria persistente senza diagnosi di alcun'altra nefropatia ereditaria come la malattia delle membrane basali sottili (thin GBM disease), la malattia del rene policistico (polycystic kidney disease) o la nefropatia da depositi di IgA.
- Sordità neurosensoriale bilaterale nell'intervallo di frequenze da 2000 a 8000 Hz. La perdita di udito si sviluppa gradualmente, non è presente nella prima infanzia, ma spesso appare prima dei 30 anni.
- Una mutazione nel gene COL4An (dove n = 3, 4 o 5).
- Evidenza immunoistochimica di completa o parziale carenza dell'epitopo di Alport nelle membrane basali glomerulare e della pelle.
- Estese anormalità dell'ultrastruttura della membrana basale glomerulare, in particolare ispessimento, assottigliamento e slaminamento.
- Lesioni oculari, come lenticono anteriore, cataratta subcapsulare posteriore, distrofia polimorfa posteriore e chiazzette retiniche.
- Progressione graduale all'insufficienza renale terminale (ESRD) nel caso indice di almeno due membri della famiglia.
- Macrotrombocitopenia o inclusioni granulocitiche.
- Diffusa leiomiomatosi dell'esofago o dei genitali femminili, o entrambi.